# Canthidium kiesenwetteri
Canthidium kiesenwetteri är en skalbaggsart som beskrevs av Edgar von Harold 1867. Canthidium kiesenwetteri ingår i släktet Canthidium och familjen bladhorningar. Inga underarter finns listade.